# Bibliographie sur le château de Versailles
Cette page dresse une liste non exhaustive d'ouvrages sur le thème du château de Versailles.

## Livres (classement alphabétique)
- Anonyme, Les Plaisirs de l'Isle enchantée : Course de bague, collation ornée de machines, comédie, meslée de danse et de musique, ballet du Palais d'Alcine, feu d'artifice, et autres festes galantes et magnifiques, faites par le Roy à Versailles le VII may MDLXIV et continuées plusieurs autres jours, Paris, Imprimerie royale, 1673
- Guy Antonetti, Louis-Philippe, Paris, Fayard, 2002
- Jean-Marie Apostolidès, Le Roi-machine : spectacle et politique au temps de Louis XIV, Paris, Minuit, 1981
- Pierre Arizzoli-Clémentel (dir.) (ill. Marc Walter), Versailles, Paris, Citadelles & Mazenod, 2013, 527 p. (ISBN 978-2-85088-566-2)
- Valérie Bajou, Louis-Philippe et Versailles, Paris, Somogy et château de Versailles, 2018, 400 p., catalogue d'exposition
- Charles d'Astres, Histoires insolites du Château de Versailles, Paris, Editions France Loisir, 2012 (ISBN 978-2-298-06880-1)
- (en) Reinhard Bendix, Kings or People : Power and the Mandate to Rule, Los Angeles, University of California Press, 1978
- Paul Benichou, Morales du grand siècle, Paris, Gallimard, 1948
- (en) Robert W. Berger, In the Garden of the Sun King : studies on the Park of Versailles Under Louis XIV, Washington, DC, Dumbarton Oaks Research Library, 1985
- (en) Robert W. Berger, Versailles : the Château of Louis XIV, University Park, The College Arts Association, 1986
- Jacques-François Blondel, Architecture françoise, ou Recueil des plans, élévations, coupes et profils des églises, maisons royales, palais, hôtels & édifices les plus considérables de Paris, t. IV, Paris, Charles-Antoine Jombert, 1752-1756 (lire en ligne)
- François Bluche, Louis XIV, Paris, Arthème Fayard, 1986
- François Bluche, Louis XIV, Paris, Hachette, coll. « Pluriel », 2004
- François Bluche, Dictionnaire du Grand Siècle, Paris, Arthème Fayard, 1991
- Claire Bonnotte, Le Soleil éclipsé. Le château de Versailles sous l'Occupation, Vendémiaire, 2018
- Anthony Blunt, Art and Architecture in France 1500 to 1700, Harmondsworth, Middlesex, England, Penguin Books, 1980
- Henri Brocher, À la cour de Louis XIV : Le rang et l'étiquette sous l'Ancien Régime, Évreux, Imprimerie Hériseey, 1934
- Odile Caffin-Carcy et Villard Jacques, Versailles : Le château, la ville, ses monuments, Paris, Picard éditeurs, 1991
- Malcom Campbell, Pietro da Cortona at the Pitti Palace, Princeton, Princeton University Press, 1977
- André Castelot, Charles X, Paris, Perrin, 2001
- (en) Leslie Choquette, Frenchmen into Peasants : modernity and tradition in peopling of French Canada, Cambridge, MA, Harvard University Press, 1997
- Pierre Clément, Lettres, instructions et mémoires de Colbert, vol. V, Paris, Imprimerie impériale, 1868
- (sieur de) Combes, Explication historique de ce qu'il y a de plus remarquable dans la maison royale de Versailles, Paris, C. Nego, 1681
- Claire Constans, Versailles : Château de la France et orgueil des rois, Paris, Gallimard, coll. « Découvertes Gallimard / Culture et société » (no 61), 1999 (1re éd. 1989) (lire en ligne)
- Joël Cornette (dir), Versailles : le pouvoir de la pierre, Paris, Tallandier, 2006[1]
- Gabriel-Jules Cosnac (comte de), Mémoires du marquis de Sourches sur le règne de Louis XIV, t. 1, Paris, Librairie Hachette et Cie, 1882 (lire en ligne)
- Mathieu da Vinha et Raphaël Masson, Versailles pour les nuls, First, 2011 (lire en ligne)
- Mathieu Da Vinha et Raphaël Masson, Versailles : histoire, dictionnaire et anthologie, Paris, Robert Laffont, 2015
- (en) Versailles, from Louis XIV to Jeff Koons, introduction de Catherine Pégard, avec la collaboration de Mathieu da Vinha, Assouline, 2020.
- Philippe de Courcillon (marquis de Dangeau), Journal, Paris, 1854-1860
- Gérard Denizeau, Châteaux, Paris, Larousse, 2005
- Louis Dusieux, Le château de Versailles : histoire et description, Versailles, L. Bernard, 1881
- Adolphe Dutilleux, Notice sur le Museum national et le musée spécial de l'École française à Versailles (1792-1823), Versailles, Impr. de Cerf et fils, 1887
- Raymond Escholier, Versailles, Annecy-le-Vieux, Alpina, 1930
- Jean-Claude Fauveau, Le prince Louis cardinal de Rohan-Guéméné ou les diamants du roi, Paris, Éditions L'Harmattan, 2007
- André Félibien, Relation sur la feste de Versailles du dix-huitième Juillet mil six cens soixant-huit, Paris, P. Le Petit, 1668
- André Félibien, Description sommaire du chasteau de Versailles, Paris, 1674
- André Félibien, La description du château de Versailles, de ses peintures, et des autres ouvrages faits pour le roy, Paris, Antoine Vilette, 1694
- Jean-François Félibien, Description sommaire de Versailles ancienne et nouvelle, Paris, A. Chrétien, 1703
- Alexandre Gady, Versailles : La fabrique d'un chef-d’œuvre, Paris : Éditions Le Passage, 2011.
- Dominique Garrigues, Jardins et jardiniers de Versailles au Grand Siècle, Seyssel, Éditions Champ Vallon, coll. « Époques », 2001, 386 p. (présentation en ligne)
- Thomas W. Gaehtgens, Versailles : de la résidence royale au musée historique, Bruxelles, Fonds Mercator, 1984
- Benjamin Guérard, Cartulaire de l'abbaye Saint-Père de Chartres, vol. 1-2, Paris, Imprimerie de Crapelet, 1840
- Jules Guiffrey, Comptes des bâtiments du roi sous le règne de Louis XIV, vol. 5, Paris, Imprimerie Nationale, 1880-1890
- Victor Hugo (préf. Henri Guillemin), Journal, 1830-1848., Paris, Librairie Gallimard, 1954
- Ragnar Josephson, Nicodème Tessin à la cour de Louis XIV, Paris et Bruxelles, Les Éditions G. van Oest, 1930
- Jean de La Varende, Versailles, Paris, Henri Lefebvre, 1959
- François Lebrun, « 1682, le palais de Versailles devient la résidence de Louis XIV », dans Alain Corbin (dir.), 1515 et les grandes dates de l'histoire de France, Paris, Le Seuil, 2005
- Jean-Claude Le Guillou, Versailles avant Versailles : au temps de Louis XIII, Paris, Perrin, 2011, 397 p. (ISBN 978-2-262-03065-0)
- Pierre Lemoine, Guide du Musée et Domaine national de Versailles et Trianon, Paris, Réunion des musées nationaux, 2004, 269 p. (ISBN 2-7118-4485-4)
- Pierre Lemoine et al., Versailles : château, domaine, collections, Château de Versailles, éditions Artlys, 2016
- Christophe Levanthal, Louis XIV : chronographie d'un règne, Paris, Infolio, coll. « Pluriel », 2009
- Jacques Levron, La vie quotidienne à la cour de Versailles, Paris, Hachette, 1965
- (en) McDougal Littell, World History : Patterns of Interactions., New York, Houghton Mifflin, 2001
- Philippe Mansel, Louis XVIII, Paris, Perrin, 2004
- Alfred Marie et Jeanne Marie, Mansart à Versailles, Paris, Éditions Jacques Freal, 1972
- Alfred Marie et Jeanne Marie, Versailles au temps de Louis XIV, Paris, Imprimerie Nationale, 1976 (réimpr. 1984)
- Alfred Marie, Naissance de Versailles, Paris, Édition Vincent, Freal & Cie, 1968
- (en) Suzanne Massie, Pavlosk : The Life of a Russian Palace, Boston, Little, Brown, and Company, 1990
- Charles Mauricheau-Beaupré, Le château de Versailles, Paris, D. A. Longuet, 1929
- Charles Mauricheau-Beaupré, Versailles, Paris, Draeger et Veive, 1949
- Danile Meyer, Le Mobilier de Versailles, Dijon, Faton, 2002
- Jean-Baptiste de Monicart, Versailles immortalisé, Paris, E. Ganeau, 1720
- William Ritchey Newton, L’espace du roi : la Cour de France au château de Versailles, 1682-1789, Paris, Fayard, 2000
- William Ritchey Newton, La petite cour, Paris, Fayard, 2006
- William Ritchey Newton, Vivre à Versailles : derrière la façade, la vie quotidienne au château, Paris, Flammarion, coll. « Champs Histoire », 2014
- Pierre de Nolhac, La création de Versailles, Versailles, L. Bernard, 1902
- Pierre de Nolhac, Histoire de Versailles, Paris, 1911
- Pierre de Nolhac, Les jardins de Versailles, Paris, Goupil & Cie, 1913
- Pierre de Nolhac, Versailles, résidence de Louis XIV, Paris, Louis Conrad, 1925
- Pierre de Nolhac, Versailles au XVIIIe siècle, Paris, Louis Conard, 1926
- Jean-Marie Pérouse de Montclos et Robert Polidori, Versailles, Cologne, Könemann, 1996
- Jean-Christian Petitfils (dir.),Versailles. Histoires, secrets et mystères, Paris, Perrin, 2023
- Jean-Aymar Piganiol de la Force, Nouvelle description des châteaux et parcs de Versailles et Marly, Paris, Chez Florentin de la Lune, 1701
- Louis de Rouvroy, duc de Saint-Simon, Mémoires de Saint-Simon, Paris, Édition Cheruel, 1856 (lire en ligne)
- Gérard Sabatier, Versailles, ou la figure du roi, Paris, Albin Michel, 1999
- Thierry Sarmant, Les demeures du Soleil : Louis XIV, Louvois et la surintendance des Bâtiments du roi, Seyssel, Éditions Champ Vallon, 2003
- Béatrix Saule, Versailles triomphant, une journée de Louis XIV, Paris, Flammarion, 1996
- Jean-François Solnon, La cour de France, Paris, Fayard, 1987
- Jean-François Solnon, Bruno de Cessole et Frédéric Valloire, Versailles, Paris, Chêne, 1999
- Jean-François Solnon, Histoire de Versailles, Paris, Éditions Tempus, 2003
- (en) Ian Thompson, The Sun King's Garden : Louis XIV, André Le Nôtre, and the Creation of the Gardens of Versailles, Londres, Bloomsbury Publishing, 2006
- Frédéric Tiberghien, Versailles : le chantier de Louis XIV, 1662-1715, Paris, Perrin, 2002
- Gérald Van der Kemp, Versailles : le château, le parc, les Trianons, Paris, Art Lys, 1976
- Gérald Van der Kemp, Grande Visite de Versailles, Paris, Éditions Art Lys, 1978
- Gérald Van der Kemp, Versailles : Le Grand Trianon, Paris, Musées nationaux, s. d.
- Michel Vergé-Franceschi et Anna Moretti, Une Histoire érotique de Versailles, Paris, Payot, 2017.
- Pierre Verlet, Le mobilier royal français, Paris, Éditions d’art et d’histoire, 1945
- Pierre Verlet, Le château de Versailles, Paris, Librairie Arthème Fayard, 1961
- Versailles 1939-1945. Un château dans l'objectif, Château de Versailles / In Fine éditions d’art, 2023.

## Revues, articles et divers
- Pierre Arizzoli-Clémentel, « La construction de Versailles, un chantier de quatre siècles », Établissement public du musée et du domaine national de Versailles, 2007 (consulté le 7 juin 2011)
- (en) Hugh Murray Baillie, « Etiquette and the Planning of State Apartments in Baroque Palaces », Archeologia, vol. CI,‎ 1967, p. 169–199.
- Louis Batiffol, « Le château de Versailles de Louis XIII et son architecte Philibert le Roy », Gazette des Beaux-Arts, vol. 4 pér., vol. 10, novembre,‎ 1913, p. 341–371.
- Louis Batiffol, « Origine du château de Versailles », La Revue de Paris,‎ avril 1909, p. 841–869.
- (en) Robert W. Berger, « The chronology of the Envelope of Versailles », Architectura, vol. 10,‎ 1980, p. 105–133.
- Yves Bottineau, « Essais sur le Versailles de Louis XIV II : le style et l'iconographie », Gazette des Beaux-Arts, vol. 6 pér., vol. 112, octobre,‎ 1988, p. 119–132.
- Gaston Brière, « Le replacement des peintures décoratives au grands appartements de Versailles », Bulletin de la société de l'histoire de l'art français,‎ 1938, p. 197–216.
- (en) Frances Buckland, « Gobelin tapestries and paintings as a source of information about the silver furniture of Louis XIV », The Burlington Magazine, vol. 125,‎ mai 1983, p. 272–283.
- I. Chave et É. Landgraf, « La transformation du château de Versailles par Louis-Philipp (1833-1847) en coulisses », Livraisons d'histoire de l'architecture no 32, École nationale des chartes, 2017, p. 127-145.
- Henri S.J. Chérot, « Bulletin d'Histoire », Études publiées par des pères de Compagnie de Jésus, vol. 87,‎ 1901 (avril-mai-juin), p. 371.
- Claire Constans, « Les tableaux du Grand Appartement du Roi », Revue du Louvre, vol. #3,‎ 1976, p. 157–173.
- Claire Constans, « 1837 : L'inauguration par Louis-Philippe du musée consacré 'À Toutes les gloires de la France' », Colloque de Versailles,‎ 1985
- Jean-Yves Dufour, « Archéologie d’un jeu de paume : les dessous du Grand Commun du château de Versailles, XVIIe siècle », Site Internet de l'Institut national de recherches archéologiques préventives, Inrap,‎ 18 septembre 2009 (lire en ligne)
- Établissement public du musée et du domaine national du Château de Versailles, « Un grand projet pour Versailles », Grand Versailles numérique,‎ 2003 (lire en ligne)
- Établissement public du musée et du domaine national de Versailles, « Rapport d'activité - 2009 », 2009 (consulté le 7 juin 2011)
- Établissement public du musée et du domaine national du Château de Versailles, « Le Château : Du siège du pouvoir au Musée de l’Histoire de France », 2011 (consulté le 14 avril 2011)
- Paul Fromageot, « Le Château de Versailles en 1795, d’après le journal de Hugues Lagarde », Revue de l’histoire de Versailles,‎ août 1903, p. 224–240.
- L.-A. Gatin, « Versailles pendant la Révolution », Revue de l’histoire de Versailles,‎ août 1908; novembre 1908, p. 226–253; 333–352.
- Axelle de Gaigneron, « La stratégie de Louis-Philippe à Versailles », Connaissance des Arts, vol. 272,‎ octobre 1974, p. 74–80.
- Paul Gruyer, « Les plafonds de Versailles », La Renaissance de l'Art Français,‎ janvier 1920, p. 250–259.
- Simone Hoog, « Les sculptures du Grand Appartement du Roi », Revue du Louvre, vol. #3,‎ 1976, p. 147–156.
- Kevin Olin Johnson, « Il n’y plus de Pyrénées: Iconography of the first Versailles of Louis XIV », Gazette des Beaux-Arts, vol. 6e pér., vol. 97, janvier,‎ 1981, p. 29–40.
- Ragnar Josephson, « Relation de la visite de Nicodème Tessin à Marly, Versailles, Rueil, et St-Cloud en 1687 », Revue de l'Histoire de Versailles,‎ 1926, p. 150–67;  274–300.
- Gerard van der Kemp, « Remeubler Versailles », Revue du Louvre, vol. #3,‎ 1976, p. 135-137.
- Le Figaro, « La restauration de Versailles et le contresens des dévots culturels », Le Figaro,‎ 17 juillet 2007 (lire en ligne, consulté le 7 juin 2011)
- (en) Fiske Kimball, « Genesis of the Château Neuf at Versailles, 1668–1671 », Gazette des Beaux-Arts, vol. 6 pér., vol. 35,‎ 1949, p. 353–372.
- Jean-Claude Le Guillou, « Aperçu sur un projet insolite (1668) pour le château de Versailles », Gazette des Beaux-Arts, vol. 6 pér., vol. 113, février,‎ 1989, p. 79–104.
- Jean-Claude Le Guillou, « Le château-neuf ou enveloppe de Versailles : concept et évolution du premier projet », Gazette des Beaux-Arts, vol. 6 pér., vol. 102, décembre,‎ 1983, p. 193–207.
- Jean-Claude Le Guillou, « Remarques sur le corps central du château de Versailles », Gazette des Beaux-Arts, vol. 6 pér., vol. 87, février,‎ 1976, p. 49–60.
- Michèle Leloup, « Versailles en grande toilette », L'Express,‎ 7 août 2006 (lire en ligne)
- Pierre Lemoine, « La chambre de la Reine », Revue du Louvre, vol. #3,‎ 1976, p. 139–145.
- (fr) Sandro Lorenzatti, « De Benghazi a Versailles: histoire et réception d’une statue entre XVIIe et XXe », Archeologia Classica, LXIV - n.s. II, 3, 2013, p. 677-718.
- Georges Mauguin, « L’Inauguration du Musée de Versailles », Revue de l’histoire de Versailles,‎ 1937, p. 112–146.
- Georges Mauguin, « La visite du Pape Pie VII à Versailles le 3 janvier 1805 », Revue de l’histoire de Versailles,‎ juillet 1940 – décembre 1942, p. 134–146.
- Daniel Meyer, « Un achat manqué par le musée de Versailles en 1852 », Colloque de Versailles,‎ 1985
- Daniel Meyer, « L'ameublement de la chambre de Louis XIV à Versailles de 1701 à nos jours », Gazette des Beaux-Arts, vol. 6 pér., vol. 113, février,‎ 1989, p. 79–104.
- Notice no , sur la plateforme ouverte du patrimoine, base Mérimée, ministère français de la Culture
- Ministère de la culture et de la communication et Groupe Monnoyeur, « Restitution de la grille royale du château de Versailles », Mission du mécénat (version électronique),‎ 30 juin 2008 (lire en ligne, consulté le 7 juin 2011)
- Pierre de Nolhac, « La construction de Versailles de Le Vau », Revue de l'Histoire de Versailles,‎ 1899, p. 161–171.
- F. Oppermann, Versailles. De la résidence au musée, Bibliothèque de l'École des Chartres, 2015
- Pierre Pradel, « Versailles sous le premier Empire », Revue de l’histoire de Versailles,‎ 1937, p. 76–94.
- Nicole Reynaud  et Jacques Vilain, « Fragments retrouvés de la décoration du Grand Appartement de la Reine Marie-Thérèse », Revue du Louvre, vol. #4–5,‎ 1970, p. 231–238.
- Gérard Sabatier, « Le parti figuratif dans les appartements, l'escalier et la galerie de Versailles », XVIIe siècle, vol. 161,‎ octobre/décembre 1988, p. 401–426.
- Béatrix Saule, « Le premier goût du Roi à Versailles : décoration et ameublement », Gazette des Beaux-Arts, vol. 120,‎ octobre 1992, p. 137–148.
- Société des Sciences morales, des Lettres et des Arts de Seine-et-Oise, « La Donation Rockefeller en faveur de la restauration du château de Versailles », Revue de l’histoire de Versailles,‎ 1925, p. 194–200.
- Guy Walton, « L'Enveloppe de Versailles : réflexions nouvelles de dessins inédits », Bulletin de la Société d'Histoire de l'Art français,‎ 1977, p. 127–144.
- « Versailles jamais vu », L'Express, Grand Format no 2,‎ juillet 2011

## Littérature
- Louis-Sébastien Mercier, L’An deux mille quatre cent quarante, Londres, 1774 (lire sur Wikisource, lire en ligne), p. 400-402